# Парфьоново (Сергієво-Посадський міський округ)
Парфьоново (рос. Парфёново)– присілок у Сергієво-Посадському районі Московської області Російської Федерації

## Розташування
Парфьоново входить до складу міського округу Пересвєт, воно розташовано на північному заході від міста Пересвєт, на березі річки Кунья. Найближчий населений пункт — Коврово.

## Населення
Станом на 2010 рік у присілку проживало 4 людини